# Campeonato Mundial Femenino de Balonmano de 1978
El VII Campeonato Mundial de Balonmano Femenino se celebró en Checoslovaquia entre el 30 de noviembre y el 10 de diciembre de 1978, bajo la organización de la Federación Internacional de Balonmano (IHF) y la Federación Checoslovaca de Balonmano.

## Equipos participantes
| Grupo A       | Grupo B         | Grupo C |
| ------------- | --------------- | ------- |
| R.D.A.        | Argelia         | R.F.A.  |
| Corea del Sur | Checoslovaquia  | Canadá  |
| Rumania       | Países Bajos    | Hungría |
| Yugoslavia    | Unión Soviética | Polonia |

## Primera fase

### Grupo A
| Equipo        | J | G | E | P | G+ | G- | DG  | PTS |
| ------------- | - | - | - | - | -- | -- | --- | --- |
| R.D.A.        | 3 | 3 | 0 | 0 | 57 | 35 | +22 | 6   |
| Yugoslavia    | 3 | 2 | 0 | 1 | 58 | 50 | +8  | 4   |
| Rumania       | 3 | 1 | 0 | 2 | 43 | 41 | +2  | 2   |
| Corea del Sur | 3 | 0 | 0 | 3 | 45 | 77 | -32 | 0   |

### Grupo B
| Equipo          | J | G | E | P | G+ | G- | DG  | PTS |
| --------------- | - | - | - | - | -- | -- | --- | --- |
| Checoslovaquia  | 3 | 3 | 0 | 0 | 62 | 28 | +34 | 6   |
| Unión Soviética | 3 | 2 | 0 | 1 | 61 | 37 | +24 | 4   |
| Países Bajos    | 3 | 1 | 0 | 2 | 60 | 52 | +8  | 2   |
| Argelia         | 3 | 0 | 0 | 3 | 14 | 80 | -66 | 0   |

### Grupo C
| Equipo  | J | G | E | P | G+ | G- | DG  | PTS |
| ------- | - | - | - | - | -- | -- | --- | --- |
| Hungría | 3 | 3 | 0 | 0 | 75 | 40 | +35 | 6   |
| Polonia | 3 | 2 | 0 | 1 | 58 | 52 | +6  | 4   |
| R.F.A.  | 3 | 1 | 0 | 2 | 51 | 50 | +1  | 2   |
| Canadá  | 3 | 0 | 0 | 3 | 32 | 74 | -42 | 0   |

## Fase final

### Grupo I
| Equipo          | J | G | E | P | G+ | G-  | DG  | PTS |
| --------------- | - | - | - | - | -- | --- | --- | --- |
| R.D.A.          | 5 | 4 | 0 | 1 | 82 | 55  | +27 | 8   |
| Unión Soviética | 5 | 4 | 0 | 1 | 75 | 52  | +23 | 8   |
| Hungría         | 5 | 3 | 0 | 2 | 67 | 73  | -7  | 6   |
| Checoslovaquia  | 5 | 2 | 1 | 2 | 72 | 60  | +12 | 5   |
| Yugoslavia      | 5 | 1 | 1 | 3 | 68 | 71  | -3  | 3   |
| Polonia         | 5 | 0 | 0 | 5 | 50 | 103 | -53 | 0   |

## Medallero
|                               |                 |         |
| República Democrática Alemana | Unión Soviética | Hungría |

## Estadísticas

### Clasificación general
| 1. República Democrática Alemana |
| 2. Unión Soviética               |
| 3. Hungría                       |
| 4. Checoslovaquia                |
| 5. Yugoslavia                    |
| 6. Polonia                       |
| 7. Rumania                       |
| 8. Alemania Occidental           |
| 9. Países Bajos                  |
| 10. Corea del Sur                |
| 11. Canadá                       |
| 12. Argelia                      |